# セサル・アスピリクエタ
セサル・アスピリクエタ・タンコ（César Azpilicueta Tanco, 1989年8月28日 - ）は、スペイン・パンプローナ出身のプロサッカー選手。ラ・リーガ・アトレティコ・マドリード所属。スペイン代表。ポジションはディフェンダー。

## クラブ経歴

### キャリア初期
地元パンプローナのサッカークラブ、CAオサスナのカンテラ出身。2006-07シーズンよりBチームに在籍。同シーズン中の2007年4月8日、レアル・マドリード戦でトップチームデビューを果たした。サイドハーフのポジションで途中出場を果たし、2006年のバロンドーラーであるCBのファビオ・カンナバーロに対し、果敢に1対1を挑むなど印象的なパフォーマンスをみせた。翌2007-08シーズンには右サイドバックのレギュラーに定着、29試合に出場。翌2008-09シーズンにも38試合中36試合に出場した。若手の有望なサイドバックとして、国内外の他クラブからも多くの注目を集めた。

### オリンピック・マルセイユ
2010年6月28日、移籍金950万ユーロの4年契約でリーグ・アンのオリンピック・マルセイユに移籍した。マルセイユ加入後は右サイドバックのレギュラーとして活躍していたが、11月27日のモンペリエHSC戦で左膝前十字じん帯の断裂で全治約6か月と診断された。2011年5月22日のヴァランシエンヌFC戦で予定より早く怪我から復帰したものの、離脱中にスタッド・レンヌよりロッド・ファンニが加入しており、定位置を奪い返すには至らなかった。

### チェルシー
2012年8月、チェルシーFCに移籍した。2013-14シーズンには、ジョゼ・モウリーニョ監督によって左サイドバックにコンバートされると、安定したパフォーマンスを見せ、アシュリー・コールからレギュラーを奪取。同シーズンのキャピタル・ワン・カップのアーセナル戦でチェルシーでの公式戦初得点を記録した。
2016-17シーズンは、新監督のアントニオ・コンテによって主に3バックの右CBとして起用されリーグ優勝に貢献し、スカイスポーツ選出の2016-17シーズン、プレミアリーグファンタジーイレブンにも選出された。
2019年10月23日、UEFAチャンピオンズリーグのアヤックス戦でチェルシーでの公式戦350試合出場を果たした。2020年1月21日のビッグロンドン・ダービーでは同ダービーでの初ゴールを挙げて引き分けに貢献した。
トゥヘル監督の就任後も信頼をつかみ、キャプテンに任命された。トゥヘル監督が採用した3バック（リュディガー、シウバ、アスピリクエタ）は安定感が高かった。
2020-21シーズン、1月、チェルシーの選手としては13人目となる通算400試合出場を達成した。同シーズンUEFAチャンピオンズリーグ決勝のマンチェスター・シティ戦にキャプテンとして出場し、決定的なクロスを防ぐなど、優勝に貢献した。
2022年のFIFAクラブワールドカップ決勝、パルメイラスとの対戦では延長後半に自ら蹴ったボールが相手選手の手に当たりPKを得たが、キッカーを務めることになっていたカイ・ハフェルツに相手選手たちがプレッシャーをかけに来ることを防ぐため、あたかも自分がPKを蹴ることが決まっているかの様に振る舞い、自分にプレッシャーをかけさせることで、PK成功を助けた。結果2−1で勝利し、クラブの初の世界一に貢献した。
2022-23シーズン、2023年1月1日に行われたノッティンガム・フォレスト戦で先発出場し、ペトル・チェフが保持していたチェルシーでの外国籍選手最多出場記録を塗り替えた。リーグ21節のリヴァプール戦でチェルシーでの公式戦通算500試合出場を果たした。2月18日、リーグ第24節のサウサンプトン戦で、浮いたボールをヘディングでクリアしようとしたところ、バイシクルシュートを試みたセク・マラの足が顔面を直撃。そのまま倒れ込み、ピッチ上で治療を受けた後、病院へ救急搬送された。　

### アトレティコ・マドリード
2023年7月6日、13年ぶりの母国復帰となるアトレティコ・マドリードへの完全移籍が発表された。契約期間は1年、2024年6月まで残っていたチェルシーとの契約は解除され退団したため、移籍金は発生していない。

## 代表経歴
2007年にはスペインU-19代表、2008年にはスペインU-21代表に選出された。2010FIFAワールドカップのスペイン代表候補30人に選出されたが、本大会に出場する23人からは外れた。
2014FIFAワールドカップでは本大会出場メンバーに選出され、グループリーグのオランダ戦とチリ戦に出場したが、決勝トーナメントには進出出来なかった。2018FIFAワールドカップでもスペイン代表メンバーに選出されたが、出場機会は訪れなかった。
2021年5月24日、UEFA EURO 2020を戦うスペイン代表24人に選ばれた。グループステージ第3戦のスロバキア戦で先発出場、大会初出場を果たすと、決勝トーナメント1回戦のクロアチア戦では代表初ゴールを決め、準々決勝進出に貢献した。
2022年11月11日、W杯カタール大会に臨むメンバーの1人に選ばれた。グループリーグ第3戦の日本戦でクロスからモラタの得点をアシストした。

## 人物
アスピリクエタはその努力や献身性によって多大なる信頼を得ており、ジョゼ・モウリーニョは「アスピリクエタが11人いればCLを制覇できる」と述べた。また、チームメイトであるギャリー・ケイヒルはアスピリクエタについて「彼ほど熱心に練習に取り組む選手はいない」と語り、その姿から「ねずみ」というあだ名をつけた。このニックネームについて、アスピリクエタは「とてもうれしい。チームメイトから一生懸命なやつだと思われているということだからね」と答えた。また、努力を怠らない理由については「努力以外の上達する方法を知らないから」だと語っている。チェルシーのサポーターからはDaveの愛称で親しまれている。これは、アスピリクエタという長く発音も難しい苗字は英国の人々にとって馴染みがないため、その代わりとしてファンに与えられたものである。自身と同じリーグ・アンから同期でチェルシーに加入し7シーズン共にプレーしたエデン・アザールと仲が良く、アザールのレアル・マドリード移籍時にはその別れを惜しんだ。2014年4月2日、チャンピオンズリーグ準々決勝のパリ・サンジェルマンFC戦の前日会見に出席し、同席した監督のモウリーニョから娘が誕生したことを公表された。名前はマルティナ。

## 個人成績

### クラブ
| クラブ                   | シーズン | リーグ         | リーグ戦 | リーグ戦 | カップ戦 | カップ戦 | リーグ杯 | リーグ杯 | 国際大会 | 国際大会 | その他 | その他 | 合計 | 合計 |
| クラブ                   | シーズン | リーグ         | 出場     | 得点     | 出場     | 得点     | 出場     | 得点     | 出場     | 得点     | 出場   | 得点   | 出場 | 得点 |
| ------------------------ | -------- | -------------- | -------- | -------- | -------- | -------- | -------- | -------- | -------- | -------- | ------ | ------ | ---- | ---- |
| オサスナ                 | 2006-07  | プリメーラ     | 1        | 0        | 1        | 0        | -        | -        | 1        | 0        | 0      | 0      | 3    | 0    |
| オサスナ                 | 2007-08  | プリメーラ     | 29       | 0        | 0        | 0        | -        | -        | -        | -        | 0      | 0      | 29   | 0    |
| オサスナ                 | 2008-09  | プリメーラ     | 36       | 0        | 2        | 0        | -        | -        | -        | -        | 0      | 0      | 38   | 0    |
| オサスナ                 | 2009-10  | プリメーラ     | 33       | 0        | 5        | 0        | -        | -        | -        | -        | 0      | 0      | 38   | 0    |
| オサスナ                 | 通算     | 通算           | 99       | 0        | 8        | 0        | -        | -        | 1        | 0        | 0      | 0      | 108  | 0    |
| マルセイユ               | 2010-11  | リーグ・アン   | 15       | 0        | 0        | 0        | 1        | 1        | 4        | 0        | 1      | 0      | 21   | 1    |
| マルセイユ               | 2011-13  | リーグ・アン   | 30       | 1        | 3        | 0        | 3        | 0        | 8        | 0        | 0      | 0      | 44   | 1    |
| マルセイユ               | 2012-13  | リーグ・アン   | 2        | 0        | -        | -        | -        | -        | 1        | 0        | 0      | 0      | 3    | 0    |
| マルセイユ               | 通算     | 通算           | 47       | 1        | 3        | 0        | 4        | 1        | 13       | 0        | 1      | 0      | 68   | 2    |
| チェルシー               | 2012-13  | プレミアリーグ | 27       | 0        | 5        | 0        | 5        | 0        | 9        | 0        | 2      | 0      | 48   | 0    |
| チェルシー               | 2013-14  | プレミアリーグ | 29       | 0        | 2        | 0        | 3        | 1        | 10       | 0        | 0      | 0      | 44   | 1    |
| チェルシー               | 2014-15  | プレミアリーグ | 29       | 0        | 2        | 0        | 5        | 0        | 4        | 0        | 0      | 0      | 40   | 0    |
| チェルシー               | 2015-16  | プレミアリーグ | 37       | 2        | 3        | 0        | 0        | 0        | 8        | 0        | 1      | 0      | 49   | 2    |
| チェルシー               | 2016-17  | プレミアリーグ | 38       | 1        | 6        | 0        | 3        | 1        | -        | -        | 0      | 0      | 47   | 2    |
| チェルシー               | 2017-18  | プレミアリーグ | 37       | 2        | 4        | 0        | 2        | 0        | 8        | 1        | 1      | 0      | 52   | 3    |
| チェルシー               | 2018-19  | プレミアリーグ | 38       | 1        | 3        | 0        | 6        | 0        | 9        | 0        | 1      | 0      | 57   | 1    |
| チェルシー               | 2019-20  | プレミアリーグ | 36       | 2        | 5        | 0        | 0        | 0        | 7        | 2        | 1      | 0      | 49   | 4    |
| チェルシー               | 2020-21  | プレミアリーグ | 26       | 1        | 4        | 0        | 2        | 0        | 11       | 0        | 0      | 0      | 43   | 1    |
| チェルシー               | 2021-22  | プレミアリーグ | 27       | 1        | 4        | 1        | 4        | 0        | 9        | 1        | 3      | 0      | 47   | 3    |
| チェルシー               | 2022-23  | プレミアリーグ | 25       | 0        | 1        | 0        | 1        | 0        | 5        | 0        | 0      | 0      | 32   | 0    |
| チェルシー               | 通算     | 通算           | 349      | 10       | 39       | 1        | 31       | 2        | 80       | 4        | 9      | 0      | 508  | 17   |
| アトレティコ・マドリード | 2023-24  | ラ・リーガ     | 25       | 0        | 2        | 0        | -        | -        | 6        | 0        | 1      | 0      | 34   | 0    |
| 総通算                   | 総通算   | 総通算         | 547      | 12       | 52       | 1        | 35       | 3        | 100      | 4        | 11     | 0      | 745  | 20   |

| クラブ    | シーズン | リーグ    | リーグ戦 | リーグ戦 | 合計 | 合計 |
| クラブ    | シーズン | リーグ    | 出場     | 得点     | 出場 | 得点 |
| --------- | -------- | --------- | -------- | -------- | ---- | ---- |
| オサスナB | 2006-07  | セグンダB | 24       | 1        | 24   | 1    |
| オサスナB | 2007-08  | セグンダB | 3        | 0        | 3    | 0    |
| 総通算    | 総通算   | 総通算    | 27       | 1        | 27   | 1    |

## 代表歴

### 出場大会
- スペイン代表
  - 2022 FIFAワールドカップ

### 試合数
- 国際Aマッチ 44試合 1得点（2013年-2022年）[30]

| スペイン代表 | 国際Aマッチ | 国際Aマッチ |
| 年           | 出場        | 得点        |
| ------------ | ----------- | ----------- |
| 2013         | 4           | 0           |
| 2014         | 6           | 0           |
| 2015         | 2           | 0           |
| 2016         | 6           | 0           |
| 2017         | 2           | 0           |
| 2018         | 5           | 0           |
| 2021         | 11          | 1           |
| 2022         | 8           | 0           |
| 通算         | 44          | 1           |

### 得点
| # | 開催日        | 開催地                                 | 対戦国     | スコア | 結果 | 大会           |
| - | ------------- | -------------------------------------- | ---------- | ------ | ---- | -------------- |
| 1 | 2021年6月28日 | コペンハーゲン、パルケン・スタディオン | クロアチア | 2-1    | 5-3  | UEFA EURO 2020 |

## タイトル

### クラブ
オリンピック・マルセイユ
- クープ・ドゥ・ラ・リーグ：2回（2010-11, 2011-12）
- トロフェ・デ・シャンピオン：2回（2010, 2011）

チェルシーFC
- UEFAチャンピオンズリーグ：2020-2021
- FIFAクラブワールドカップ : 2022
- UEFAヨーロッパリーグ：2回（2012-13, 2018-19）
- プレミアリーグ：2回（2014-15, 2016-17）
- FAカップ：2017-18
- フットボールリーグカップ：2014-15
- UEFAスーパーカップ：2021

### 代表
U-19スペイン代表
- UEFA U-19欧州選手権：2007

U-21スペイン代表
- UEFA U-21欧州選手権 : 2011

### 個人
- UEFAヨーロッパリーグ優秀選手賞 : 2018-19[31]
- UEFAチャンピオンズリーグ・スカッド・オブ・ザ・シーズン：2020-21[32]